# Enicospilus mnous
Enicospilus mnous là một loài tò vò trong họ Ichneumonidae.